# Nova Gradiška
Nova Gradiška este un oraș în cantonul Slavonski Brod-Posavina, Croația, având o populație de 14.229 de locuitori (2011).

## Demografie
Componența etnică a orașului Nova Gradiška
     Croați (92,79%)
     Sârbi (4,65%)
     Necunoscut (0,93%)
     Neclasificat (1,34%)
Componența confesională a orașului Nova Gradiška
     Catolici (88,28%)
     Ortodocși (4,72%)
     Fără religie și atei (2,86%)
     Necunoscută (2,02%)
     Alte religii (2,12%)
Conform recensământului din 2011, orașul Nova Gradiška avea 14.229 de locuitori. Din punct de vedere etnic, majoritatea locuitorilor (92,79%) erau croați, cu o minoritate de sârbi (4,65%). Apartenența etnică nu este cunoscută în cazul a 0,93% din locuitori. Din punct de vedere confesional, majoritatea locuitorilor (88,28%) erau catolici, existând și minorități de ortodocși (4,72%) și persoane fără religie și atei (2,86%). Pentru 2,02% din locuitori nu este cunoscută apartenența confesională.